# Port lotniczy Koutiala
Port lotniczy Koutiala (IATA: KTX, ICAO: GAKO) – port lotniczy, położony w Koutiali, w Mali.